# Eberardo (patriarca di Aquileia)
Eberardo (in tedesco Eberhard; X secolo – 13 novembre 1048) è stato un patriarca cattolico tedesco.
Eberardo fu canonico di Augusta; aveva lo stesso nome del primo vescovo di Bamberga (1007-1040) e di un altro vescovo di Augusta (1029-1047), che probabilmente erano suoi parenti.
Divenne patriarca di Aquileia nel 1 febbraio 1043, carica che tenne fino alla morte.
Fu lungamente in conflitto con il patriarca di Grado per la dipendenza dei vescovi dell'Istria, conflitto che fu risolto a favore di Grado da papa Leone IX.